# 五味武臣
五味 武臣（ごみ たけおみ）は、日本の地理学者。

## 略歴
長野県諏訪郡富士見町出身。長野県諏訪清陵高等学校を経て、1969年東京教育大学（現・筑波大学）理学部卒業。1974年同大学大学院理学研究科地理学専攻修了。金沢大学助手、同大学講師、同大学教育学部助教授を経て、同大学教育学部教授。石川県埋蔵文化財調査センター長 、歴史地理学会会長、石川地理学会会長、日本地理学会会長を務め、金沢大学定年退官後、同大学名誉教授。